# 崔世平
崔世平，OMP，OMIC（1960年5月3日—），男，廣東新會人，生於澳門，澳门政治人物。其父親為崔德祺。美國華盛頓大學土木工程系學士，美國加州大學柏克萊校區土木工程系碩士，北京清華大學建築學院城市規劃博士。職業為註冊土木工程師及結構工程師 (高工級)。
現任第十三屆澳門區全國人大代表、中國科學技術協會全國委員會委員，第六屆澳門特區立法會議員、新域城市規劃暨工程顧問有限公司董事總經理、澳中致遠投資發展有限公司行政總裁兼澳門青年創業孵化中心董事長。曾任第九屆至第十二屆為澳門區全國人大代表，第三屆至第五屆澳門立法會議員，澳門特區政府文化產業委員會副主席等。

## 荣誉

### 中国勋章奖章
- 工商功绩勋章（澳门特别行政区，1999年）
- 专业功绩勋章（澳门特别行政区，2004年10月19日[2]）